# Alois Kaňkovský
Alois Kaňkovský (nascido em 9 de julho de 1983) é um ciclista profissional tcheco que participou de duas edições dos Jogos Olímpicos, em 2004 e 2008.